# Alois Wyrsch

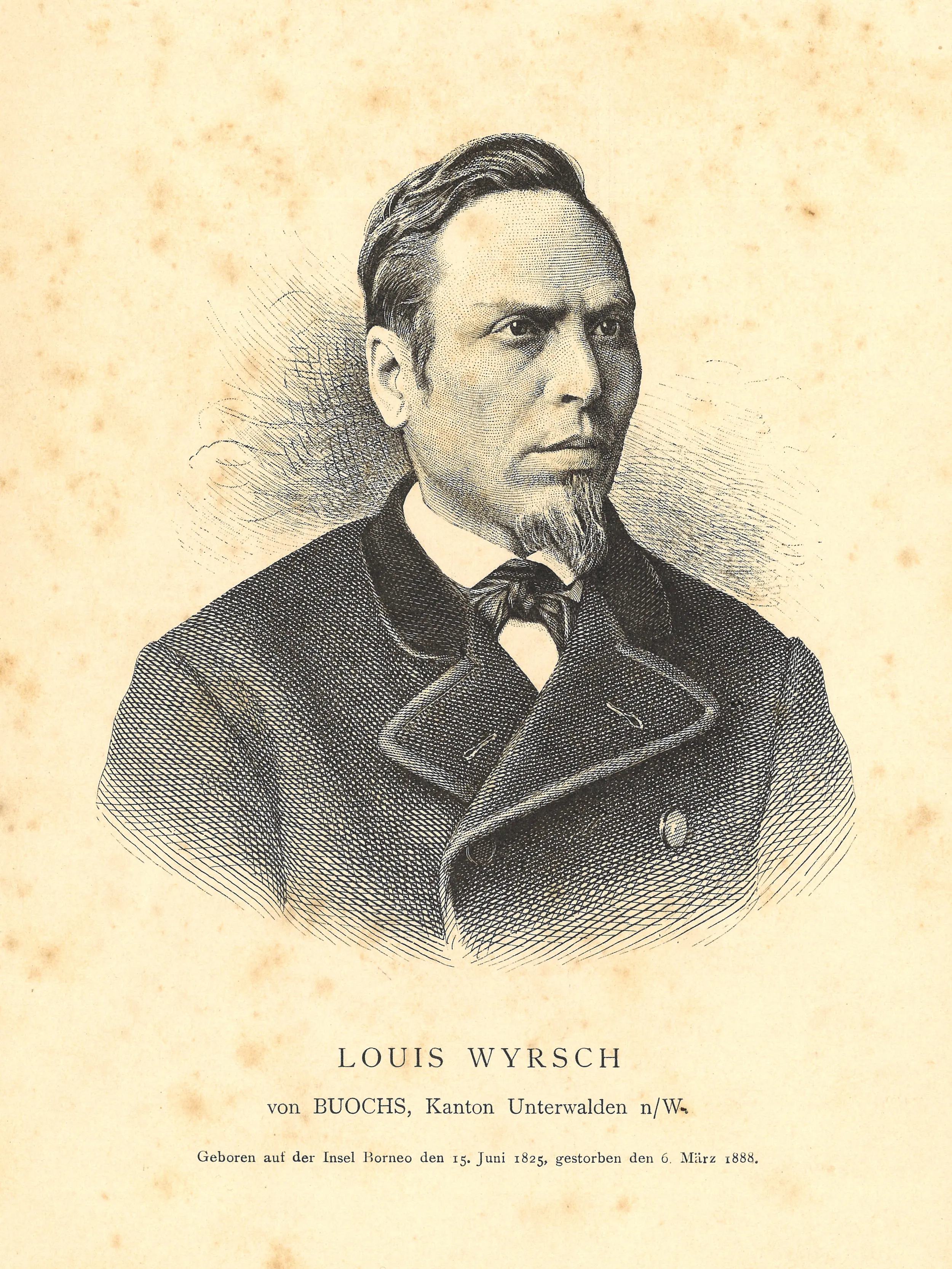
Alois (Louis) Wyrsch

Alois Wyrsch (* 15. Juni 1825 auf Borneo, Niederländisch-Indien; † 6. März 1888 in Buochs) war ein Schweizer Politiker. Er vertrat von 1860 bis 1872 den Kanton Nidwalden im Nationalrat, fast drei Jahrzehnte lang war er Nidwaldner Regierungsrat.

## Biografie
Seine ersten Lebensjahre verbrachte Wyrsch auf Borneo, wo sein Vater Louis Wyrsch im Dienste der Niederlande als Militär- und Zivilkommandant tätig war. Seine Mutter Johanna van den Berg war eine Malaiin aus Java. Nach ihrem Tod im Jahr 1832 übersiedelte er nach Buochs im Kanton Nidwalden. Aus der zweiten Ehe seines Vaters mit Theresia Stockmann stammt sein Halbbruder Jakob Wyrsch, ein späterer Ständerat.
Ab 1839 arbeitete Wyrsch als Müller in Ennetbürgen, ab 1850 war er Inhaber einer weiteren Mühle in Alpnach. 1845 heiratete er die Bauerntochter Franziska Christen, 1860 in zweiter Ehe Margareth Zelger, die Tochter des Spitalherrn und Genossenvogts Benedikt Zelger. Im Jahr 1856 wählten die Nidwaldner Truppen Wyrsch zum Kommandanten des Bataillons 74. Zwei Jahre später folgte seine Wahl zum Mitglied des Regierungsrates, wobei er zwischen 1859 und 1888 zwölfmal das Amt des Landammanns innehatte. Parallel dazu gehörte er von 1865 bis 1888 dem Gemeinderat von Buochs an. Als Vertreter der gemässigten Liberalen kandidierte Wyrsch mit Erfolg bei den Nationalratswahlen 1860, worauf er zwölf Jahre lang dem Nationalrat angehörte. 1865 gab er den Müllerberuf auf und arbeitete fortan als Rechtsanwalt.
Gemäss Bernhard C. Schär war Wyrsch der erste Parlamentarier «of color» der Schweiz.